# Laurent Seydoux
Pour les articles homonymes, voir Seydoux.
Laurent Seydoux, né le 25 août 1967, est une personnalité politique suisse, ancien membre du parti Vert'libéraux et fondateur de sa section genevoise. 
Il a également été maire de la commune de Plan-les-Ouates à deux reprises. En 2016, il annonce quitter la scène politique pour se consacrer davantage à son entreprise et mettre son engagement auprès de la société civile.

## Études et carrière
Laurent Seydoux obtient en 1988 un diplôme de l'école d'ingénieurs de Genève. Il continue sa formation à l'université de Genève, en sciences économiques et sociales, mention informatique de gestion.
En 1989, il fonde une société, Lysoft SA, qui développe des solutions informatiques pour les universités et la gestion médicale, administrative et associative.
Membre des comités du Stade de Genève Athlétisme (1988 à 2000), qu’il préside de 1993 à 2000, et de la Course de l’Escalade (1994 à 2002), il se forme au management sportif et obtient un certificat de l’IDHEAP en 1995. En 2003, il est élu à l'exécutif de Plan-les Ouates, et le restera jusqu’en 2011. Durant cette période, il complète sa formation à l’université, en sciences politiques dans le Développement Social Local et en gestion des affaires publiques.
Il est marié et père de deux enfants, dont le journaliste de Léman Bleu Jérémy Seydoux.

## Parcours politique
Laurent Seydoux commence sa carrière politique en 2001, à Plan-les-Ouates. Au sein de du parti communal "l’Action Villageoise", il est élu conseiller municipal, avant d'entrer au Conseil administratif de la commune deux ans plus tard. Il est maire de la commune en 2004 et en 2008. Il reste en place jusqu'en 2011.
En 2010, il fonde la section genevoise du parti vert’libéral, mais n'est pas réélu au conseil administratif de Plan-les-Ouates. En effet, avec 827 voix, il termine quatrième, derrière les trois personnes élues : Geneviève Arnold, Thierry Durand et Fabienne Monbaron-Stress. Cette dernière compte 62 voix d’avance sur Laurent Seydoux.
Bien qu’absent de l’exécutif de la commune de Plan-les-Ouates, il préside la section des Vert’libéraux de Genève jusqu’en 2015. Également candidat au Conseil d'État genevois, il n’est pas élu. Lors des élections pour le Conseil national, son parti obtient 2,27 % des votes au niveau cantonal, score insuffisant pour être représenté à Berne.
Il occupe entre 2012 à 2016 la vice-présidence des Vert’libéraux au niveau suisse. Dans ce cadre, il s’est impliqué pour défendre le mariage homosexuel en Suisse afin de lutter contre la discrimination subie par les personnes homosexuelles.
En mars 2016, il annonce se retirer de la vie politique, invoquant une charge de travail trop lourde : « La fonction de vice-président au niveau national nécessite une grande proximité avec Berne, soit en étant conseiller national soit en habitant proche de la capitale. En étant basé à Genève, tout était plus compliqué pour moi. ».
Depuis, il soutient le monde associatif via le laboratoire d’innovation sociale LYS.
En novembre 2022 il quitte le parti vert'libéral pour rejoindre la liste « Libertés et justice sociale » de Pierre Maudet pour les élections cantonales de 2023.